# VI з'їзд Комуністичної партії Молдавії
VI з'їзд Комуністичної партії Молдавії — з'їзд Комуністичної партії Молдавії, що відбувся 18—20 січня 1956 року в місті Кишиневі.

## Порядок денний з'їзду
1. Звіт ЦК КПМ
2. Звіт Ревізійної Комісії КПМ
3. Вибори керівних органів КПМ.

## Керівні органи партії
Обрано 89 членів ЦК КПМ, 29 кандидатів у члени ЦК КПМ та 19 членів Ревізійної Комісії КПМ.

### Члени Центрального комітету КП Молдавії
- Аніканов Іван Михайлович — завідувач відділу партійних органів ЦК КПМ
- Антипов Володимир Васильович — 1-й секретар Слободзейського райкому КПМ
- Антосяк Георгій Федорович — голова Держплану РМ Молдавської РСР
- Афтенюк Герман Трохимович — 1-й секретар Карпіненського райкому КПМ
- Багрін Т.М. —
- Батушкін Василь Єгорович — 1-й секретар Рибницького райкому КПМ
- Берекет Володимир Федорович — 1-й секретар Тирновського райкому КПМ
- Бєляєв Петро Андрійович — міністр торгівлі Молдавської РСР
- Буков Єміліан Несторович — письменник
- Василатій Іван Дем'янович — голова колгоспу імені Леніна села Чобручі Тираспольського району
- Васильєв Вадим Миколайович — 1-й секретар Дубосарського райкому КПМ
- Вердиш Дмитро Іванович — 1-й секретар Котовського райкому КПМ
- Волнянський Кирило Віссаріонович — 1-й секретар Чадир-Лунзького райкому КПМ
- Воробйов Павло Федотович — завідувач відділу промисловості і транспорту ЦК КПМ
- Гаврилов Олександр Н. — секретар ЦК КПМ
- Гапонов Микола Єгорович — 1-й секретар Вулканештського райкому КПМ
- Гладкий Дмитро Спиридонович — 2-й секретар ЦК КПМ
- Голощапов Василь Іванович — 1-й секретар Кам'янського райкому КПМ
- Голубицький Олександр Олександрович — редактор газети «Советская Молдавия»
- Грекул Андрій Васильович — завідувач відділу шкіл ЦК КПМ
- Гросул Яким Сергійович — голова президії Молдавської філії Академії наук СРСР
- Давидова Ніна Михайлівна —
- Дарієнко Петро Степанович — редактор газети «Молдова сочіалісте»
- Дьєур Михайло Пилипович — 1-й секретар Теленештського райкому КПМ
- Діордиця Олександр Пилипович — заступник голови Ради Міністрів Молдавської РСР
- Дружинін Василь Іванович — військовослужбовець
- Дудко Веніамін Іларіонович — завідувач сільськогосподарського відділу ЦК КПМ
- Дудник Микола Трохимович — 1-й секретар Бендерського міськкому КПМ
- Дьомін Михайло Микитович — міністр промисловості товарів широкого вжитку Молдавської РСР
- Євстратьєв Терентій Максимович — 1-й секретар Скулянського райкому КПМ
- Єфимов Сергій Петрович — заступник голови Ради міністрів Молдавської РСР
- Жданович Степан Наумович — керуючий Молдавського винотресту
- Ілляшенко Кирило Федорович — завідувач відділу науки і культури ЦК КПМ
- Іорданов Яків Степанович — редактор газети «Царанул советік»
- Казанір Яким Семенович — прокурор Молдавської РСР
- Квасов Григорій Васильович —
- Коваль Федір Степанович — міністр сільського господарства Молдавської РСР
- Кодіца Йон Сергійович — голова Президії Верховної Ради Молдовської РСР
- Константинов Антон Сидорович — 1-й секретар ЦК ЛКСМ Молдавії
- Коптильников М.Я. — голова колгоспу імені Леніна Окницького району
- Корна Микола Мефодійович — 1-й секретар Глодянського райкому КПМ
- Косоруков Анатолій Степанович — 1-й секретар Тираспольського райкому КПМ
- Коханський Василь Іванович — 1-й секретар Атацького райкому КПМ
- Кранга Петро Федорович — завідувач відділу торгово-фінансових і планових органів ЦК КПМ
- Крачун Агрипина Микитівна — заступник голови Ради міністрів Молдавської РСР
- Крижановський Валер'ян Іванович — 1-й секретар Бельцького райкому КПМ
- Лазарев Артем Маркович — міністр культури Молдавської РСР
- Лихвар Василь Георгійович — 1-й секретар Тираспольського міськкому КПМ
- Лобачов Микола Федорович — начальник Головного управління промисловості будівельних матеріалів при РМ Молдавської РСР
- Мальцев Михайло Лаодікійович — 1-й секретар Сороцького райкому КПМ
- Мельник Олександр Антонович — 1-й секретар Дрокіївського райкому КПМ
- Михашонок В.А. — 1-й секретар Бельцького міськкому КПМ
- Олійник Андрій Іванович — голова Молдавської республіканської ради профспілок
- Пазина Лук'ян Гаврилович — 1-й секретар Бравичського райкому КПМ
- Писаренко Наталія Пилипівна — завідувач відділу ЦК КПМ по роботі серед жінок
- Побережнюк Є.С. —
- Полікарп Василь Андрійович — машиніст паровозного депо станції Бельци
- Положенко Никанор Володимирович — 1-й секретар Леовського райкому КПМ
- Постовий Євген Семенович — міністр освіти Молдавської РСР
- Прокопенко Андрій Васильович — голова Комітету державної безпеки при Раді міністрів Молдавської РСР
- Репіда Лукерія Євстахіївна — міністр державного контролю Молдавської РСР
- Рижиков Юхим Васильович —
- Рудь Герасим Якович — голова Ради міністрів Молдавської РСР
- Селезньов Олександр Васильович — 1-й секретар Липканського райкому КПМ
- Селівестров Василь Якович — 1-й секретар Кишинівського міськкому КПМ
- Сердюк Зиновій Тимофійович — 1-й секретар ЦК КПМ
- Сидоров Михайло Іванович — директор Кишинівського сільськогосподарського інституту імені Фрунзе
- Сич Антон Іванович — уповноважений Міністерства заготівель СРСР по Молдавській РСР
- Сіднєв Борис Арсенійович — командувач 48-ї повітряної армії Одеського військового округу, генерал-лейтенант авіації
- Скуртул Максим Васильович — секретар ЦК КПМ
- Смирнов Леонід Павлович — 1-й секретар Унгенського райкому КПМ
- Сорокін Михайло Олексійович — начальник Кишинівського відділення Одесько-Кишинівської залізниці
- Сорочан Євгенія Григорівна — голова колгоспу «Вяца ноуе» Флорештського району
- Старостенко Микола Тихонович — директор Кишинівського медичного інституту
- Стинга Мойсей Олексійович — 1-й секретар Бендерського райкому КПМ
- Танасевський Борис Захарович — голова Кишинівського міськвиконкому
- Ткач Дмитро Григорович — секретар ЦК КПМ
- Токарєв Іван Мойсейович — 1-й секретар Окницького райкому КПМ
- Трапезников Сергій Павлович — директор Республіканської партійної школи при ЦК КПМ, редактор журналу «Комуніст Молдавії».
- Усик Павло Васильович — голова Державного комітету РМ Молдавської РСР у справах будівництва і архітектури
- Утка Олександр Захарович — 1-й секретар Братушанського райкому КПМ
- Форш Анатолій Федорович — 1-й секретар Резинського райкому КПМ
- Цуркан Кирило Іванович — міністр промисловості продовольчих товарів Молдавської РСР
- Цуркан Н.І. —
- Черненко Костянтин Устинович — завідувач відділу пропаганди і агітацій ЦК КПМ
- Чурбанов Ізосим Квінтельянович — 1-й секретар Криулянського райкому КПМ
- Шпак Леонтій Омелянович — голова Партійної комісії при ЦК КПМ
- Шутиков Ілля Панасович — начальник будівництва Дубосарської ГЕС
- Щолоков Микола Онисимович — 1-й заступник голови Ради міністрів Молдавської РСР

### Кандидати у члени Центрального комітету КП Молдавії
- Абашкін Сергій Федорович — 1-й секретар Каушанського райкому КПМ
- Балан В.А. —
- Бєляєва Марія Василівна — голова колгоспу імені Мічуріна Дубосарського району
- Бодюл Іван Іванович — 1-й секретар Волонтирівського райкому КПМ
- Бугров А.А. —
- Бутнар І.С. — 1-й секретар Ніспоренського райкому КПМ
- Вершкова Броніслава Степанівна — бригадир тракторної бригади 2-ї Кишкаренської МТС
- Єфремов П.Г. —
- Катаєв Спиридон Олексійович — 1-й секретар Єдинецького райкому КПМ
- Кірошка Захар Йосипович — голова Корнештського райвиконкому
- Коваль Іван Несторович — голова Молдавського республіканського комітету профспілки працівників промисловості товарів широкого вжитку
- Корольков Митрофан Власович — завідувач адміністративного відділу ЦК КПМ
- Корсун Василь Макарович — військовий комісар Молдавської РСР
- Лосик Олег Олександрович — військовослужбовець
- Михайлов Іван Дмитрович — 1-й секретар Комратського райкому КПМ
- Молдован Василь Кирилович — 1-й секретар Фалештського райкому КПМ
- Ноздрін Михайло Миронович —
- Пасіковський Олександр Гнатович —голова Каушанського райвиконкому
- Попов Петро Тимофійович — 1-й секретар Флорештського райкому КПМ
- Савельєв Тимофій Полікарпович —
- Сєдова Ганна Терентіївна — голова Атацького райвиконкому
- Скульський Георгій Петрович — міністр міського і сільського будівництва Молдавської РСР
- Троян Тимофій Іванович — міністр комунального господарства Молдавської РСР
- Утков А.Г. — завідувач особливого сектора ЦК КПМ
- Хренов В.А. —
- Целиков С.Г. —
- Чакір Яків Миронович — директор Арнонештської МТС Атацького району
- Чекір Домна Захарівна —
- Чернявський Микола Дмитрович — завідувач відділу будівництва і будівельних матеріалів ЦК КПМ

### Члени Ревізійної комісії КП Молдавії
- Албу Федір Петрович — міністр юстиції Молдавської РСР
- Арпентьєв Володимир Олександрович — міністр фінансів Молдавської РСР
- Атаманенко Євген Михайлович — міністр місцевої промисловості Молдавської РСР
- Білоус Кирило Демидович — 1-й секретар Чимішлійського райкому КПМ
- Власюк В.К. —
- Гербст Валентин Петрович — секретар Кишинівського міськкому КПМ
- Гриньов Н.А. —
- Дейнеко Андрій Никифорович — 1-й секретар Сталінського райкому КПМ міста Кишинева
- Дячков Анатолій Іванович — голова Ради промислової кооперації Молдавської РСР
- Карабань Микола Прохорович —
- Киріяк Георгій Феодосійович — міністр соціального забезпечення Молдавської РСР
- Кожухар Семен Тимофійович — заступник завідувача відділу партійних органів ЦК КПМ
- Коротнян Василь Спиридонович —
- Мозолевський Микола Миколайович — голова Ревізійної комісії
- Паскаль Трохим Іванович — секретар Президії Верховної Ради Молдовської РСР
- Пушкарьов Г.Н. —
- Пшенична М.М. —
- Чебан Д.Т. —
- Чеботарьова Н.С. —